# Kapverdenschwelle
Die Kapverdenschwelle ist eine submarine Schwellenregion im östlichen Nordatlantik. Ihre Entstehung dürfte mit aufwallender Mantelkonvektion im Zusammenhang stehen.

## Geographie

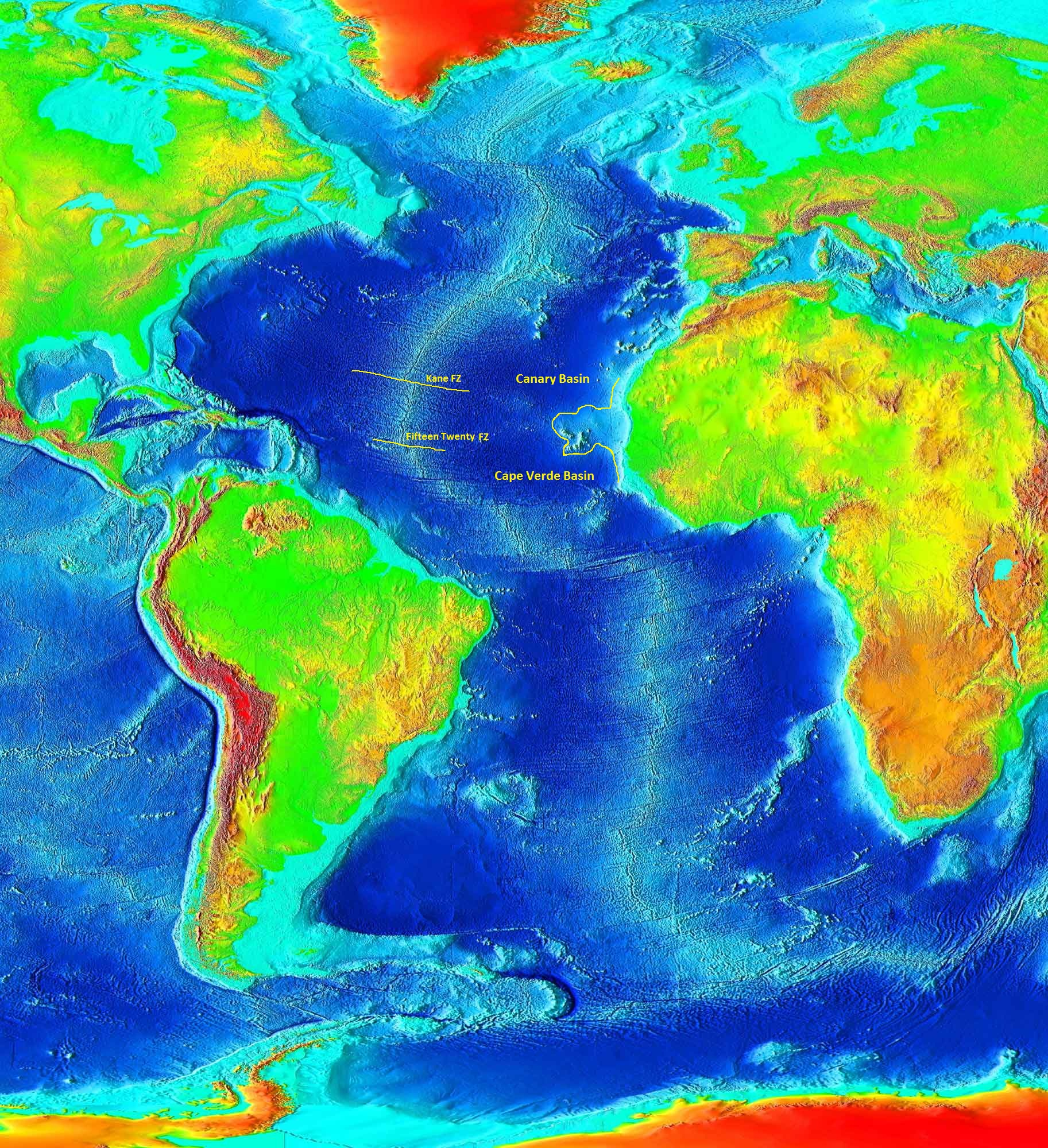
Die Position der Kapverdenschwelle im Nordostatlantik, gelb umrandet

Die Kapverdenschwelle, engl. Cape Verde Rise, ist eine ausgeprägte bathymetrische Anomalie des östlichen Nordatlantiks. Ausgehend vom afrikanischen Kontinentalrand Mauretaniens und Senegals bei 17° West zieht sie in generell westlicher Richtung auf den Mittelatlantischen Rücken zu. Hierdurch trennt sie das nördlich gelegene Kanarische Becken vom Kapverdischen Becken im Süden. Ihre Ausdehnung in Nord-Süd-Richtung beträgt zwischen 14 und 22° nördlicher Breite rund 900 Kilometer.
Im Bereich der Kapverdischen Inseln und den dazugehörigen Seamounts (wie beispielsweise der Cabo-Verde-Seamount, Cadamosto-Seamount, Nola-Seamount, Senghor-Seamount u. a.), die alle der gleichnamigen Schwelle aufsitzen, erreicht die Tiefenanomalie einen Maximalwert von + 2200 Meter, weltweit einer der größten bekannten Werte für Tiefseeschwellen. Die Anomalie setzt sich dann in abgeschwächter Form bis zirka 36° West weiter fort.

## Bruchzonen
Die Schwelle wird in etwa von zwei großen, Ostsüdost-streichenden (N 105) Bruchzonen begrenzt, im Norden von der Kane-Bruchzone und im Süden von der Fifteen Twenty-Bruchzone bzw. der Jacksonville-Bruchzone. Insgesamt konnten bisher 13 Bruchzonen im Zentralteil der Kapverdenschwelle ausgemacht werden. Ein unmittelbarer Zusammenhang in der Ausrichtung der Bruchzonen mit der Anordnung der einzelnen Inseln ist jedoch nicht ersichtlich.

## Magnetische Anomalien
Im Bereich der Kapverdischen Inseln können auf der Schwelle die Polaritätszonen M 0 bis M 16, weiter in Richtung Kontinent noch bis M 25 identifiziert werden. Die Anomalien verlaufen in etwa senkrecht zu den Bruchzonen (N 015). Dies bedeutet, dass die Inseln von 142 bis 124 Millionen Jahre BP alter, unterkretazischer ozeanischer Kruste unterlagert werden (Zeitraum Berriasium bis Aptium). In Richtung Festland schließt sich dann oberjurassische Kruste an, welche bis ins Kimmeridgium (vor 155 Millionen Jahren BP) zurückreicht. Die durchschnittliche Spreizungsrate war mit rund 1 Zentimeter/Jahr relativ gering.

## Geoidanomalie
Auf der Kapverdenschwelle konnte ferner eine positive Anomalie des Geoids festgestellt werden. Die Abweichung hat ein Maximum von + 8 Meter zwischen den hufeisenförmig angeordneten Inseln, auf der restlichen Schwelle werden meist nur Werte von + 2 bis + 4 Meter erreicht.

## Wärmefluss
Von RRS Discovery vorgenommene Wärmeflussmessungen an der Kapverdenschwelle erbrachten mit 61 ± mW/m² erhöhte Werte (ozeanische Kruste vergleichbaren Alters besitzt normalerweise nur 45 mW/m²).

## Seismik
Refraktionsseismische Untersuchungen an Bord der Meteor im Zentralbereich der Kapverdischen Inseln lieferten folgende Ergebnisse
- Die ozeanische Kruste weist mit 7160 Meter eine normale Dicke auf.
- Auf ihrer sehr rauen Oberfläche haben sich 2000 bis 1000 Meter dicke Sedimente abgelagert, die ozeanwärts an Mächtigkeit verlieren.
- Eine Unterkruste erhöhter Dichte bzw. ein oberer Mantel mit verringerter Dichte konnten nicht festgestellt werden.
- Die elastische effektive Krustendicke Te beträgt 30 Kilometer.
- Die Mohorovičić-Diskontinuität und damit die Kruste/Mantel-Grenze liegt bei durchschnittlich 12 Kilometer Tiefe.

Die auf der Kapverdenschwelle ruhende Sedimenthülle innerhalb des Kapverdenarchipels konnte von Ali u. a. in vier Einheiten unterteilt werden.
Die Einheiten I und II wurden zwischen der Oberkreide und dem Untermiozän noch vor dem Einsetzen des Inselvulkanismus abgelagert. Die Sedimente stammen vom afrikanischen Kontinentalrand und dünnen in Richtung Beckeninneres aus. Durch ihre Auflast erfuhr der Kontinentalrand eine leichte Flexur. Die Einheiten III und IV hingegen sind untermiozänen bis rezenten Alters und sind auf den neogenen Vulkanismus der Kapverden zurückzuführen. Sie wurden in einer konzentrisch um die Inseln angeordneten Flexur abgelagert, wobei ihre Mächtigkeit inselwärts zunimmt. Die Flexur ist ihrerseits auf die Auflast der vulkanischen Inseln zurückzuführen. Die Sedimente sind überdies in Inselnähe aufgebogen, was auf ein tektonisch bedingtes Herausheben der Inseln schließen lässt.

## Tiefseebohrungen

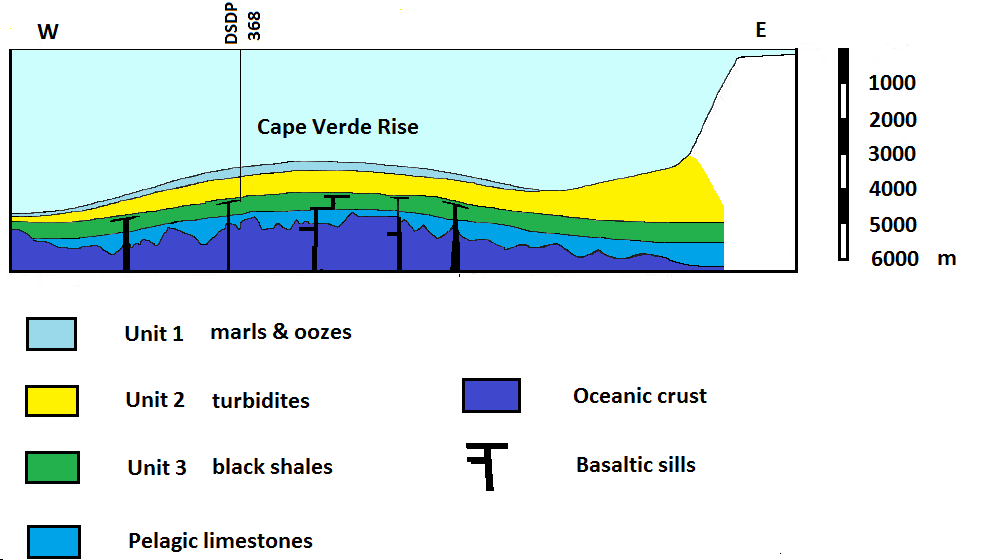
Schematisiertes, stark überhöhtes Profil entlang der Kapverdenschwelle

Auf die Kapverdenschwelle wurden im Rahmen des Deep Sea Drilling Project bzw. des Ocean Drilling Program bisher zwei Forschungsbohrungen niedergebracht, DSDP 368 und ODP 659. DSDP 368 erreichte die Kapverdenschwelle in 3367 Meter Wassertiefe und durchfuhr 985 Meter an Sediment, ODP 659 in 3071 Meter Wassertiefe und erbohrte 275 Meter an Sediment. Es ergab sich folgende Stratigraphie (von jung nach alt):
- 132,5 Meter an Foraminiferen-führenden Nannomergeln und -schlämmen – Holozän bis Unterpliozän
- 133 Meter Nannoschlämme und -mergel, Tiefseetone und drei vulkanische Aschenlagen – Miozän
- 685,5 Meter an zyklisch wechsellagernden, turbiditischen, grüngefärbten, siltigen Tonen und Tonsteinen – Untermiozän bis Unterkreide
- 34,5 + ? Meter Schwarzschiefer mit basaltischen Lagergängen – Unterkreide bis Turonium/Albium

## Geologie
Älteste aufgeschlossene Gesteine auf der Kapverdenschwelle sind 131 bis 128 Millionen Jahre BP alte Kissenlaven im Innern Maios und im Norden Santiagos. Die Laven sind bis zu 4000 Meter angehoben und teilweise tektonisch verstellt worden. Auf Maio werden Laven des submarinen Unterbaus konkordant von einer pelagischen Karbonatserie überlagert, die zumindest bis ins Valanginium zurückreicht.
Der eigentliche, neogene Vulkanismus begann im Osten des Archipels im Burdigalium vor 20 Millionen Jahren. Er erreichte dann im Zeitraum 15 bis 7 Millionen Jahren im Mittel- und Obermiozän seinen Höhepunkt – die Inseln erfuhren in dieser Zeitspanne ihren bedeutendsten Wachstumsschub. Nach einer starken Einebnungsphase während des Pliozäns, die bis zu 2000 Meter an Sediment konzentrisch um die Inseln anhäufte, beschränken sich die vulkanischen Tätigkeiten aktuell nur noch auf Fogo. Seismisch aktiv sind zurzeit Fogo, Brava und der Cadamosto-Seamount.

## Ursachen
Der erhöhte Wärmefluss und die positive Geoidanomalie im Bereich der Kapverdenschwelle sowie der neogene Vulkanismus der Kapverdischen Inseln und der Seamounts lassen auf dynamisch aufwallendes Mantelgestein (als Mantelplume, Manteldiapir oder Konvektionszelle) unterhalb der Schwelle schließen und deuten möglicherweise einen Hotspot an. Ein so genanntes Underplating (Unterschieben eines Krusten/Mantelsegments mit anomaler Dichte) und thermisches Wiederaufheizen der Lithosphäre. als alternative Erklärungsmechanismen dürften aufgrund der normalen Krustenstruktur recht unwahrscheinlich sein.